# Secret Ceremony
Secret Ceremony (conocida como Ceremonia secreta en el mundo hispanohablante) es una película dramática británica de 1968, dirigida por Joseph Losey, basada en la novela homónima de Marco Denevi.

## Argumento
Una prostituta desolada por la muerte de su hija conoce a una chica solitaria. Entre las dos se desarrolla un vínculo estrecho, mientras va saliendo a relucir un sórdido pasado.

## Reparto
- Elizabeth Taylor - Leonora
- Mia Farrow - Cenci
- Robert Mitchum - Albert
- Peggy Ashcroft - Hannah
- Pamela Brown - Hilda